# Patrocinio García Barriuso
Patrocinio García Barriuso (Ventosa de Pisuerga, provincia de Palencia, 1909 - Santiago de Compostela, 29 de diciembre de 1997) fue un sacerdote franciscano español, historiador y canonista. 
El P. Patrocinio García Barriuso vistió de joven el hábito franciscano en la Provincia de Santiago de Compostela y en 1932 recibió la ordenación sacerdotal. Pronto lo enviaron a la Misión de Marruecos, donde se dedicó a la enseñanza y entró en contacto con la cultura y problemática religiosa de aquel país. Residió gran parte de su vida en Madrid. Estudió Derecho Civil en la Universidad de Sevilla, y se doctoró en la Universidad Complutense de Madrid. Perteneció a numerosas instituciones científicas y literarias. Publicó obras y colaboró en revistas como Verdad y Vida, Revista Española de Derecho Canónico y Confer, de la que fue director varios años. Su producción literaria se refiere sobre todo a temas del campo del Derecho, pero también publicó obras de carácter histórico relativas a Tierra Santa y a la Misión de Marruecos, aparte de algunas biografías de religiosas.

## Obras
- Matrimonio y divorcio hoy en España. Biblioteca de autores cristianos, 1984.
- La intervención de jueces y abogados en las causas de divorcio. Conferencia pronuncia en la Sala de Audiencias del Tribunal Internacional de Tánger en el ciclo organizado por el Colegio de Abogados. Hispano-Arábiga de la Misión Católica. 1950.
- Los derechos del gobierno español en la misión de Marruecos. C.S.I.C., 1968.
- El ius funerandi de los fieles y las iglesias de los religiosos. Separata de CONFER, 1962.
- Matrimonio civil de españoles dentro y fuera de España. Prólogo de Federico Castejón. Ed. F. Erola. Tánger. 1958.
- La libertad jurídica e histórica de cultos en Marruecos. Regional Marruecos 1963, Madrid, C.S.I.C. Instituto estudios africanos.
- San Francisco el Grande de Madrid: Aportación documental para su historia. Madrid.
- La música hispano-musulmana en Marruecos. Prólogo de D. Tomás García Figueras. Publicaciones del Instituto General Franco. 1941.